# Neuberg (Hessen)
Neuberg ist eine Gemeinde im hessischen Main-Kinzig-Kreis. Sie entstand 1971 im Rahmen der Gebietsreform in Hessen aus den ehemaligen Gemeinden Ravolzhausen und Rüdigheim.

## Geografie
Neuberg liegt im Osten des Ballungsgebiets Rhein-Main. Im Norden grenzt Neuberg an die Ausläufer des Vogelsberges. Die Höhenlage der Gemeinde liegt zwischen 122 m NN im Süden und 196 m NN im Norden. Hanau liegt etwa 10 km entfernt, nach Frankfurt am Main sind es etwa 30 km.
Neuberg grenzt im Norden an die Gemeinde Hammersbach, im Nordosten an die Gemeinde Ronneburg, im Osten an die Stadt Langenselbold, im Süden an die Stadt Erlensee sowie im Westen an die Stadt Bruchköbel.

## Geschichte

### Gemeindebildung
Im Zuge der Gebietsreform in Hessen fusionierten zum 1. April 1971 die bis dahin selbständigen Gemeinden Ravolzhausen und Rüdigheim freiwillig zur neuen Gemeinde Neuberg. In den beiden heutigen Ortsteilen gibt es, an der gemeinsamen Grenze liegend, die Flurbezeichnungen „Am Neuen Berg“ (auf Gemarkung Rüdigheim) und „Im Neueberg“ (auf Gemarkung Ravolzhausen). Nach diesen beiden Flurbezeichnungen hat man als künftige Ortsbezeichnung ab dem Zusammenschluss 1971 den Ortsnamen „Neuberg“ gewählt. Ortsbezirke nach der Hessischen Gemeindeordnung wurden nicht errichtet.

### Bevölkerung

#### Einwohnerstruktur 2011
Nach den Erhebungen des Zensus 2011 lebten am Stichtag dem 9. Mai 2011 in Neuberg 5198 Einwohner. Darunter waren 302 (5,8 %) Ausländer, von denen 158 aus dem EU-Ausland, 100 aus anderen europäischen Ländern und 44 aus anderen Staaten kamen. (Bis zum Jahr 2020 erhöhte sich die Ausländerquote auf 9,1 %.) Nach dem Lebensalter waren 801 Einwohner unter 18 Jahren, 2125 zwischen 18 und 49, 1172 zwischen 50 und 64 und 1095 Einwohner waren älter. Die Einwohner lebten in 2345 Haushalten. Davon waren 673 Singlehaushalte, 710 Paare ohne Kinder und 725 Paare mit Kindern, sowie 200 Alleinerziehende und 27 Wohngemeinschaften. In 448 Haushalten lebten ausschließlich Senioren und in 1574 Haushaltungen lebten keine Senioren.

#### Einwohnerentwicklung
| Neuberg: Einwohnerzahlen von 1970 bis 2020                          | Neuberg: Einwohnerzahlen von 1970 bis 2020 | Neuberg: Einwohnerzahlen von 1970 bis 2020 | Neuberg: Einwohnerzahlen von 1970 bis 2020 | Neuberg: Einwohnerzahlen von 1970 bis 2020 |
| ------------------------------------------------------------------- | ------------------------------------------ | ------------------------------------------ | ------------------------------------------ | ------------------------------------------ |
| Jahr                                                                |                                            |                                            |                                            | Einwohner                                  |
| 1970                                                                | 1970                                       |                                            | 3.525                                      | 3.525                                      |
| 1973                                                                | 1973                                       |                                            | 4.353                                      | 4.353                                      |
| 1975                                                                | 1975                                       |                                            | 4.527                                      | 4.527                                      |
| 1980                                                                | 1980                                       |                                            | 4.877                                      | 4.877                                      |
| 1985                                                                | 1985                                       |                                            | 4.789                                      | 4.789                                      |
| 1990                                                                | 1990                                       |                                            | 4.894                                      | 4.894                                      |
| 1995                                                                | 1995                                       |                                            | 5.419                                      | 5.419                                      |
| 2000                                                                | 2000                                       |                                            | 5.311                                      | 5.311                                      |
| 2005                                                                | 2005                                       |                                            | 5.231                                      | 5.231                                      |
| 2010                                                                | 2010                                       |                                            | 5.169                                      | 5.169                                      |
| 2011                                                                | 2011                                       |                                            | 5.198                                      | 5.198                                      |
| 2015                                                                | 2015                                       |                                            | 5.346                                      | 5.346                                      |
| 2020                                                                | 2020                                       |                                            | 5.404                                      | 5.404                                      |
| Quellen: ; Hessisches Statistisches Informationssystem; Zensus 2011 |                                            |                                            |                                            |                                            |

#### Religion
Die Gemeinde ist überwiegend evangelisch und in beiden Ortsteilen steht jeweils eine evangelische Kirche. Besonders die evangelische Kirche in Rüdigheim ist historisch interessant, da sie als eine ehemalige Kirche der Johanniter zu den ältesten Kirchen im Main-Kinzig-Kreis zählt.
Religionsstatistik
| • 1987: | 3005 evangelische (= 64,1 %), 624 katholische (= 19,7 %), 760 sonstige (= 16,2 %) Einwohner  |
| • 2011: | 2320 evangelische (= 44,7 %), 975 katholische (= 18,7 %), 1903 sonstige (= 36,6 %) Einwohner |

## Politik

### Gemeindevertretung
Die Kommunalwahl am 14. März 2021 lieferte folgendes vorläufiges Ergebnis, in Vergleich gesetzt zu früheren Kommunalwahlen:
| Sitzverteilung in der Gemeindevertretung 2021Insgesamt 23 Sitze - SPD: 11 - Grüne: 3 - CDU: 6 - NL: 3 | Parteien und Wählergemeinschaften | Parteien und Wählergemeinschaften           | % 2021 | Sitze 2021 | % 2016 | Sitze 2016 | % 2011 | Sitze 2011 | % 2006 | Sitze 2006 | % 2001 | Sitze 2001 |
| Sitzverteilung in der Gemeindevertretung 2021Insgesamt 23 Sitze - SPD: 11 - Grüne: 3 - CDU: 6 - NL: 3 | SPD                               | Sozialdemokratische Partei Deutschlands     | 46,4   | 11         | 44,7   | 10         | 45,6   | 10         | 45,6   | 11         | 54,4   | 13         |
| Sitzverteilung in der Gemeindevertretung 2021Insgesamt 23 Sitze - SPD: 11 - Grüne: 3 - CDU: 6 - NL: 3 | CDU                               | Christlich Demokratische Union Deutschlands | 27,7   | 6          | 30,0   | 7          | 29,7   | 7          | 30,6   | 7          | 25,4   | 6          |
| Sitzverteilung in der Gemeindevertretung 2021Insgesamt 23 Sitze - SPD: 11 - Grüne: 3 - CDU: 6 - NL: 3 | GRÜNE                             | Bündnis 90/Die Grünen                       | 14,5   | 3          | 8,8    | 2          | 13,5   | 3          | —      | —          | 6,4    | 1          |
| Sitzverteilung in der Gemeindevertretung 2021Insgesamt 23 Sitze - SPD: 11 - Grüne: 3 - CDU: 6 - NL: 3 | NL                                | Neuberger Liste                             | 11,5   | 3          | 16,4   | 4          | 11,1   | 3          | 10,7   | 2          | —      | —          |
| Sitzverteilung in der Gemeindevertretung 2021Insgesamt 23 Sitze - SPD: 11 - Grüne: 3 - CDU: 6 - NL: 3 | FWG                               | Freie Wählergemeinschaft                    | —      | —          | —      | —          | —      | —          | 13,1   | 3          | 13,8   | 3          |
| Sitzverteilung in der Gemeindevertretung 2021Insgesamt 23 Sitze - SPD: 11 - Grüne: 3 - CDU: 6 - NL: 3 | gesamt                            | gesamt                                      | 100,0  | 23         | 100,0  | 23         | 100,0  | 23         | 100,0  | 23         | 100,0  | 23         |
| Sitzverteilung in der Gemeindevertretung 2021Insgesamt 23 Sitze - SPD: 11 - Grüne: 3 - CDU: 6 - NL: 3 | Wahlbeteiligung in %              | Wahlbeteiligung in %                        | 60,4   | 60,4       | 52,5   | 52,5       | 52,3   | 52,3       | 54,0   | 54,0       | 58,2   | 58,2       |

Seit Anfang 2022 hat sich die Grüne Fraktion aufgelöst. Seit 2024 bilden zwei aus der ehemaligen Fraktion nun eine Fraktion der Partei „Freie Wähler“. Ein weiterer ist nun, nach kurzer Mitgliedschaft bei der SPD-Fraktion, fraktionslos.

### Bürgermeister
Nach der hessischen Kommunalverfassung wird der Bürgermeister für eine sechsjährige Amtszeit gewählt, seit dem Jahr 1993 in einer Direktwahl, und ist Vorsitzender des Gemeindevorstands, dem in der Gemeinde Neuberg neben dem Bürgermeister ehrenamtlich ein Erster Beigeordneter und fünf weitere Beigeordnete angehören. Bürgermeister ist seit dem 1. Juli 2021 Jörn Schachtner (SPD). Er wurde als Nachfolger von Iris Schröder (SPD), die nach vier Amtszeiten nicht wieder kandidiert hatte, pandemiebedingt verschoben, am 14. März 2021 im ersten Wahlgang bei 60,36 Prozent Wahlbeteiligung mit 52,84 Prozent der Stimmen gewählt. Durch die verschobene Wahl verschob sich der Amtswechsel um drei Monate vom 1. April auf den 1. Juli 2021.
Amtszeiten der Bürgermeister
- 2021–2027 Jörn Schachtner (SPD)[18]
- 2003–2021 Iris Schröder (SPD)[19]
- 1979–2003 Uwe Hofmann (SPD)
- 1971–1979 Ehrenfried Kling (SPD)[22]

### Wappen und Flagge
Wappen

Blasonierung: „Von Gold und Rot geteilt, oben drei rote Dachziegel (1:2), unten ein silbernes Johanniterkreuz.“
Das Wappen wurde der Gemeinde Hanau im damaligen Landkreis Hanau am 8. September 1972 durch das Hessische Innenministerium genehmigt. Gestaltet wurde es durch den Bad Nauheimer Heraldiker Heinz Ritt.
Die Dachziegel im Wappen stammen aus dem Wappen der ehemaligen Gemeinde Ravolzhausen und symbolisieren die dortige von 1688 bis 1986 betriebene Ziegelei. Das Johanniterkreuz verweist auf die ehemalige Johanniterkommende in Rüdinghausen.
Flagge
Die Flagge wurde der Gemeinde am 23. Juli 1979 durch das Hessische Innenministerium genehmigt und wird wie folgt beschrieben:
„Zwischen roten Seitenstreifen, die je einen schmalen goldenen Streifen einfassen, eine breite weiße Mittelbahn, im oberen Drittel belegt mit dem Gemeindewappen.“

## Bauwerke
- Der Obergermanisch-raetische Limes führt direkt durch Neuberg hindurch.
- Gotische Kirche in Rüdigheim.[25]
- Johanniter-Kommende in Rüdigheim
- Erich-Simdorn-Schule (erste „Mittelpunktschule“ Hessens d. h. zwischen zwei Ortsteilen.).

## Vereine
- Turn- und Sportgemeinschaft Neuberg 1963 e. V.
- Tischtennisclub Neuberg e. V.
- Fußballverein FSV 08 Neuberg e. V.
- Landfrauenverein Rüdigheim/Neuberg
- Vogelfreunde Neuberg
- Geflügelzuchtverein (GZV) Ravolzhausen
- Angelsportverein Ravolzhausen
- Deutsches Rotes Kreuz Ortsverein Neuberg
- Neuberger Dorffeste e. V.
- Schachfreunde Neuberg (Mannschaft Neuberg 1, Saison 2022/23: 2. Bundesliga)

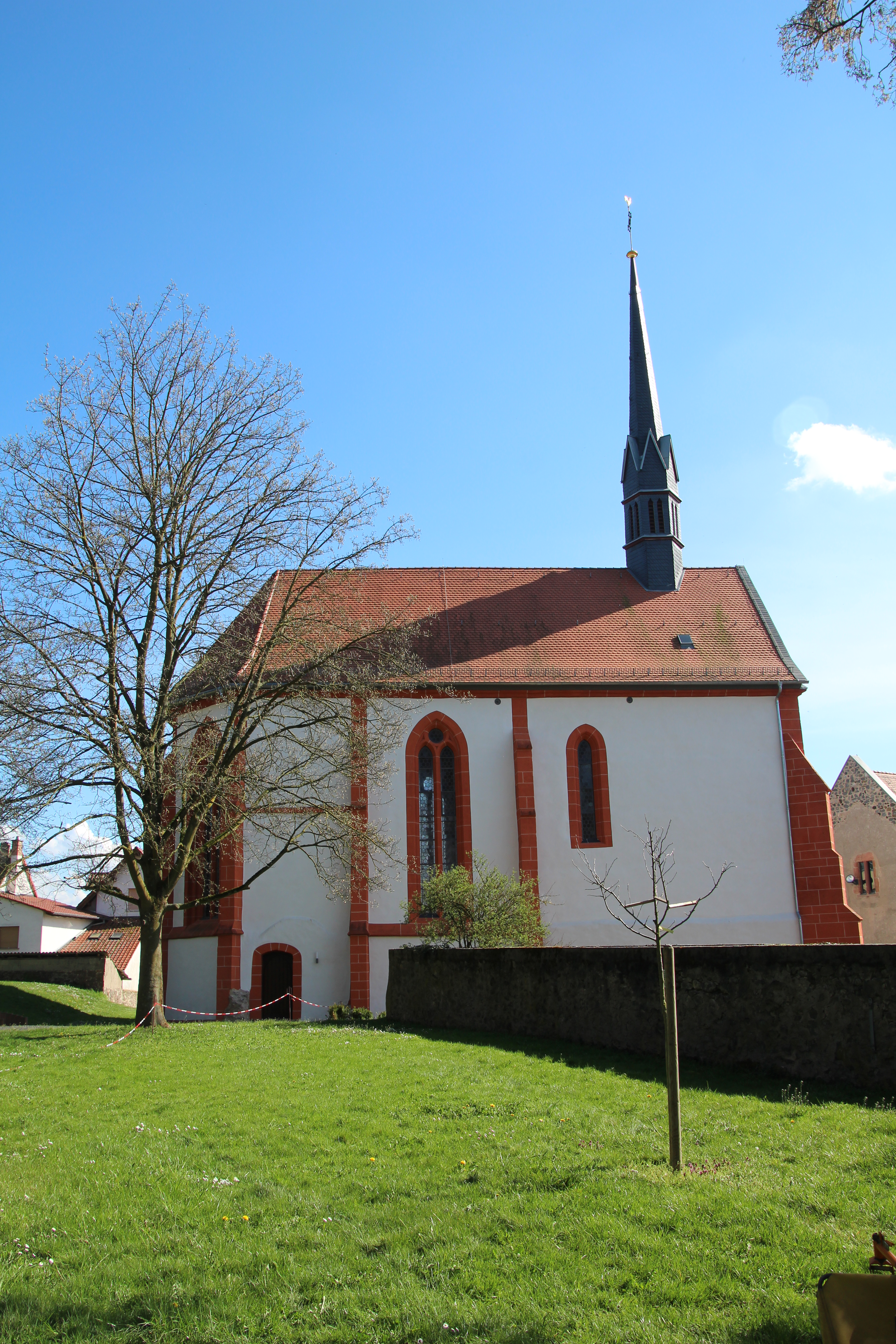
Johanniterkirche

## Jährliche Veranstaltungen
- Neuberger Friedenstaubenduathlon
- Osterbrunnen Landfrauen